# Campionati africani di atletica leggera 2014 - 110 metri ostacoli
La specialità degli 110 metri ostacoli maschili ai Campionati africani di atletica leggera di Marrakech 2014 si è svolta il 12 e 13 agosto 2014 allo Stade de Marrakech in Marocco.
La gara è stata vinta dall'ivoriano Hua Wilfried Koffi.

## Risultati

### Batterie
Qualificazione: i primi 3 atleti di ogni batterie (Q) e quelli con i successivi 2 tempi più veloci degli esclusi (q) si qualificano in finale.
Vento: Gruppo 1: 0.0 m/s, Gruppo 2: -0.3 m/s
| Class | Gruppo | Nome                  | Nazione        | Tempo | Note             |
| ----- | ------ | --------------------- | -------------- | ----- | ---------------- |
| 1     | 2      | Tyron Akins           | Nigeria        | 13.77 | Q                |
| 2     | 2      | Martins Ogierakhi     | Nigeria        | 13.87 | Q                |
| 3     | 1      | Alex Al-Ameen         | Nigeria        | 13.89 | Q                |
| 4     | 2      | Othman Hadj Lazib     | Algeria        | 14.07 | Q                |
| 5     | 2      | Bano Traoré           | Mali           | 14.12 | q                |
| 6     | 1      | Ruan de Vries         | Sudafrica      | 14.14 | Q                |
| 7     | 1      | Lyes Mokddel          | Algeria        | 14.17 | Q                |
| 8     | 1      | Moussa Dembélé        | Senegal        | 14.23 | q                |
| 9     | 2      | Mohamed Koussi        | Marocco        | 14.29 |                  |
| 10    | 2      | Amadou Gueye          | Senegal        | 14.40 |                  |
| 11    | 2      | Antonio Vieillesse    | Mauritius      | 14.58 |                  |
| 12    | 1      | Behailu Alemshet      | Etiopia        | 14.73 | Record nazionale |
| dq    | 1      | Fred-Charles Pieterse | Namibia        | dq    | [ 1 ]            |
| dns   | 1      | Angonga               | Rep. del Congo | dns   |                  |

### Finale
Vento: +0.5 m/s
| Class   | Corsia | Nome              | Nazione   | Tempo | Note    |
| ------- | ------ | ----------------- | --------- | ----- | ------- |
| Oro     | 4      | Tyron Akins       | Nigeria   | 13.57 |         |
| Argento | 3      | Alex Al-Ameen     | Nigeria   | 13.78 |         |
| Bronzo  | 5      | Martins Ogierakhi | Nigeria   | 13.80 |         |
| 4       | 6      | Ruan de Vries     | Sudafrica | 13.82 |         |
| 5       | 1      | Bano Traoré       | Mali      | 14.04 |         |
| 6       | 8      | Othman Hadj Lazib | Algeria   | 14.27 |         |
| dq      | 7      | Lyès Mokddel      | Algeria   | dq    | R168.7b |
| dnf     | 2      | Moussa Dembélé    | Senegal   | dnf   |         |